# فريدريك رالف شارب
فريدريك رالف شارب هو ضابط كندي، ولد في 8 ديسمبر 1915 في Moosomin, Saskatchewan ‏ في كندا، وتوفي في 10 يونيو 1992.